# Гильен Ландриан, Николас
Николас Гильен Ландриа́н (исп. Nicolás Guillén Landrián, 1938, Камагуэй — 22 июля 2003, Майами) — кубинский художник, кинорежиссёр-документалист, правозащитник. Племянник известного поэта Николаса Гильена.

## Биография
Сотрудник Киноинститута Кубы (INCAIC, 1962—1972), исключен за идеологические отклонения и диссидентскую деятельность. За это время снял 17 документальных фильмов, все они жестоко цензурировались, некоторые были запрещены к показу, несколько ранних не сохранились. Как художник был учителем Рене Портокарреро и Виктора Морено. Не раз обвинялся в идеологических ошибках, был направлен на принудительные работы на остров Хувентуд, где работал на птицеферме. В 1968 снял ленту «Кофе арабика», где появление Фиделя Кастро на экране сопровождалось фрагментом песни запрещенных тогда на Кубе Битлз «The Fool on the Hill» («Придурок на холме»). После этого Гильен несколько раз был заключен в тюрьму по обвинению в подготовке покушения на Кастро, принудительно направлялся в психлечебницы, подвергался пыткам электрошоком. В 1980 организовал Кубинский комитет прав человека. В 1988 участвовал в выставке художников-диссидентов, устроенной Комитетом прав человека и разогнанной сотрудниками госбезопасности. В 1989 вместе с женой эмигрировал в Майами.
Умер от рака, его прах похоронен женой в Гаване на  кладбище Колумба.

## Фильмография
- Congos reales (1962, не сохранился)
- Patio arenero (1962, не сохранился)
- El Morro (1963, не сохранился)
- En un barrio viejo (1963, специальная премия Краковского МКФ)
- Un festival (1963)
- Ociel del Toa (1965)
- Los del baile (1965)
- Rita Montaner (1965, не завершен)
- Retornar a Baracoa (1966)
- Reportaje (1966)
- Coffea Arábiga (1968)
- Expo Maquinaria Pabellón Cuba (1969)
- Desde La Habana 1969 (1971)
- Taller de Línea y 18 (1971)
- Un reportaje en el puerto pesquero (1972)
- Nosotros en el Cuyaguateje (1972)
- Para construir una casa (1972)
- Miami Downtown (2001, в соавторстве в Х.Эгускиса Соррильей)

## Посмертная судьба
О режиссёре сняты документальные фильмы «Кофе с молоком» (2003, реж. Мануэль Сайас), «Конец — это ещё не конец» (2006, реж. Хорхе Эгускиса Соррилья).